# Garde des Heiligen Lazar
Die Garde des Heiligen Zaren Lazar (serbisch-kyrillisch Гарда светог цара Лазара, albanisch Garda e Car Llazarit), gewöhnlich bekannt als die Zar-Lazar-Garde, ist eine von Hadži Andrej Milić und Željko Vasiljević geführte serbische Freischärler-Organisation, die gegen die Unabhängigkeit des Kosovo agiert. Željko Vasiljević ist Präsident der Garde, Anhänger der Veteranenpartei Serbiens und ein ehemaliger Abgeordneter der SPS. Bei ihrer Entstehung im Mai 2007 hat Vasiljević verkündet, dass die Mitglieder der Garde nicht beabsichtigen, ein außerstaatliches Gebilde zu gründen und sich selbstständig zu bewaffnen, ihr Wunsch sei vielmehr, ihre Einheiten der serbischen Armee, der Polizei und der Gendarmerie im Falle einer Unabhängigkeitserklärung des Kosovo zur Verfügung zu stellen.
Die United Nations Interim Administration Mission in Kosovo (UNMIK) hat der Garde das Betreten des Kosovo verboten. Die Einheit wird als serbisch-nationalistische Organisation angesehen, welche durch anti-albanische Statements auffällt. So wurde gesagt, dass „jeder Albaner getötet wird oder nach Albanien zurückkehren wird.“
Mitte November 2007 behauptete die Garde, dass ein neuer Kosovo-Krieg unvermeidlich sei. Ende desselben Monats wurde der Anführer der Miliz von der serbischen Polizei inhaftiert und danach wieder freigelassen.
Die Gruppe hat angeblich 5.000 Mitglieder und kann auf 25.000 Sympathisanten aus dem jugoslawischen Raum zurückgreifen. Die Garde wurde nach Lazar Hrebeljanović benannt, einem sehr bekannten serbischen Knes, der  den anrückenden Osmanen erbitterten Widerstand leistete. Er besiegte diese auch mehrmals, wurde aber schließlich in der Schlacht auf dem Amselfeld am 15. Juni 1389 vernichtend geschlagen und fiel selbst.